# Eskridge
Eskridge – miasto w Stanach Zjednoczonych, w stanie Kansas, w hrabstwie Wabaunsee.